# La Chapelle-d'Abondance
La Chapelle-d'Abondance è un comune francese di 845 abitanti situato nel dipartimento dell'Alta Savoia della regione dell'Alvernia-Rodano-Alpi.

## Società

### Evoluzione demografica
Abitanti censiti